# Mary Ward (cientista)
Mary Ward (Ballylin, 27 de abril de 1827 ― Parsonstown, 31 de agosto de 1869) foi uma cientista anglo-irlandesa, sendo a primeira pessoa morta num acidente automobilístico no mundo.

## Vida e obra
Mary Ward, nascida Mary King, em Ballylin, Irlanda, em 27 de abril de 1827, e cresceu juntamente a outras cinco irmãs. Casou-se, em 6 de dezembro de 1854, com Henry William Crosbie Ward (Visconde de Bangor), passando a adotar o sobrenome do marido.
Sempre demonstrou interesses por ciências, mas por ser mulher tinha sua dificuldade aumentada. Graças ao primo, William Parsons, teve acesso a vários cientistas. Ao lado da Rainha Vitória e de Mary Sommerville, Mary Ward foi uma das únicas três mulheres na lista de discussões da Royal Astronomical Society.

## Publicações
Escreveu seu primeiro livro, Sketches with the microscope, e fez 250 cópias do mesmo, privadamente, e várias centenas de panfletos foram distribuídos para anunciá-lo. O livro foi reeditado oito vezes entre 1858 e 1880. Ela escreveu dois outros livros, um dos quais era um guia para iniciantes em astronomia, e diversos artigos. Ela ilustrou todo o seu próprio trabalho e muitos livros e artigos por outros cientistas.

## Morte
Mary Ward é conhecida como a primeira vítima fatal de um acidente de carro. Seu primo, William Parsons, havia construído um carro movido a vapor. Pensava-se na época que o transporte a vapor seria mais desenvolvido num futuro próximo, mas isso não foi verdade para os carros, que à época eram muito pesados e causavam danos às ruas. Em 1865, a Lei da Bandeira Vermelha impôs um limite de velocidade de 4 mph (6.4 km/h) no interior e 2 mph (3.2 km/h) na cidade. Terminava assim a popularidade dos automóveis. Mas alguns entusiastas ainda tinham um, muitas vezes caseiros, como o veículo de Parsons.
Em 31 de agosto de 1869, Mary Ward e seu marido Henry viajavam com os filhos de William Parsons, Richard Clare Parsons e o futuro pioneiro da construção de turbina a vapor, Charles Algernon Parsons, além de Richard Biggs, no carro a vapor construído por William. Mary foi jogada para fora do carro em uma curva da estrada em Parsonstown, atual Birr. Ela caiu sob a roda do veículo e morreu quase que instantaneamente. Quando um médico que morava perto do local do acidente chegou dentro de instantes, ele a encontrou sem vida, machucada e com sangramento nas orelhas. Constatou, então, que a lesão fatal foi causada por um pescoço quebrado.

## Homenagem
O microscópio de Mary Ward, seus acessórios, diapositivos e livros estão em exposição na casa de seu marido, no Castelo Ward, Condado de Down. A casa de William Parsons no Castelo de Birr, Condado de Offaly, também é aberta ao público.